# Investigação do FBI sobre o manuseio de documentos governamentais por Donald Trump
Em 2022, o Federal Bureau of Investigation (FBI) iniciou uma investigação criminal sobre o manuseio de documentos governamentais classificados e relacionados à defesa nacional pelo ex-presidente Donald Trump, buscando possíveis violações da Lei de Espionagem e obstrução da justiça.
Em novembro de 2022, foi lançada uma investigação conduzida por um procurador especial para assumir a investigação do FBI, sob a direção de Jack Smith, um procurador especial nomeado pelo Procurador-Geral dos Estados Unidos, Merrick Garland.
Em 8 de junho de 2023, Trump foi indiciado por acusações relacionadas aos documentos no Tribunal Distrital Federal em Miami. Foi a primeira vez que um ex-presidente dos Estados Unidos enfrentou acusações federais. Trump foi formalmente acusado no tribunal federal em Miami em 13 de junho de 2023, enfrentando 37 acusações criminais e se declarando inocente de todas as acusações.

## Contexto do manuseio de registros por parte de Trump
Durante seu mandato, a atitude de Trump em relação ao manuseio de informações classificadas preocupou os oficiais federais de inteligência dos Estados Unidos. Seu comportamento levou à desconfiança em relação às agências de inteligência e aplicação da lei, que também ficaram alarmadas pela mistura de Trump com convidados durante suas frequentes viagens a Mar-a-Lago, considerando a prática como "propícia a ser explorada por um serviço de espionagem estrangeira ávido por acesso ao epicentro do poder americano".
Em dezembro de 2019, Trump conversou privadamente com o jornalista do Washington Post, Bob Woodward, no Salão Oval. Trump mostrou uma fotografia de si mesmo com o ditador norte-coreano Kim Jong-un, dizendo a Woodward: "Este sou eu e ele. Essa é a linha, certo? Então eu atravessei a linha. Bem legal." Trump também mostrou a Woodward cartas que Kim havia escrito para ele, que o governo dos EUA havia classificado, acrescentando: "E não diga que eu as dei a você, ok?" Woodward ditou as cartas em seu gravador, e em 2020, a CNN publicou uma transcrição de duas dessas cartas.
Em 2021, Trump teria dito a seus associados próximos que ele considerava alguns documentos presidenciais, como a correspondência com Kim, como sua propriedade pessoal.

### Destruição de registros presidenciais
Trump regularmente triturava "tanto documentos sensíveis quanto triviais" enquanto estava na Casa Branca, em Mar-a-Lago e a bordo do Air Force One, apesar de repetidos avisos de pelo menos dois de seus chefes de gabinete e do conselheiro da Casa Branca. Seus auxiliares desenvolveram práticas e protocolos especiais no início de sua presidência para recuperar os montes de papel rasgado e tentar colar os documentos com a ajuda de funcionários do Escritório do Secretário de Equipe ou da equipe de Operações do Salão Oval.
Nem todos os materiais foram recuperados; os funcionários da Casa Branca de Trump frequentemente usavam "sacos de queima" para destruir documentos. Em pelo menos duas ocasiões, Trump supostamente descartou documentos no vaso sanitário da residência da Casa Branca.

### Saída do cargo
O mandato presidencial de Trump terminou ao meio-dia em 20 de janeiro de 2021. Sua saída da Casa Branca foi "apressada e caótica". Nas últimas semanas da presidência de Trump, funcionários da Casa Branca renunciaram e auxiliares se demitiram, deixando cada vez mais trabalho para um número decrescente de pessoal. Um ex-auxiliar de Trump disse que eles estavam "30 dias atrasados em relação ao que seria típico em uma administração normal", com o chefe de gabinete da Casa Branca, Mark Meadows, e Trump mostrando pouco interesse na preservação dos registros presidenciais. O Wall Street Journal citou um ex-auxiliar dizendo: "Se você só começa a empacotar dois dias antes de sair, você está simplesmente com pouco tempo. E se ele é o único jogando coisas em caixas, quem sabe o que poderia acontecer?"
No dia anterior à sua saída do cargo, Trump designou sete altos funcionários de sua administração, incluindo Meadows, o conselheiro da Casa Branca, Pat Cipollone, e o Subconselheiro da Casa Branca, Patrick F. Philbin, "como seus representantes para lidar com todas as futuras solicitações de registros presidenciais" para cumprir a Lei de Registros Presidenciais. Posteriormente, Trump notificou o NARA para adicionar Kash Patel, um ex-funcionário da administração Trump, e o jornalista John Solomon como "representantes para acesso aos registros presidenciais de minha administração".
Dois anos depois, Trump admitiu ter levado documentos classificados da Casa Branca durante uma resposta televisionada às perguntas de um repórter da CNN. Trump disse que tinha "todo o direito" de levar os documentos e que "não escondeu isso" na época. "Eu levei o que levei", disse ele, falsamente alegando que "isso é desclassificado". Ele também disse que "teria o direito" de mostrar os documentos a outras pessoas, mas afirmou que não o fez e não se lembrava de tê-lo feito.

### Pós-presidência
O chefe de estado dos EUA não possui uma autorização de segurança formal e não é nem "informado" nem "desinformado" sobre assuntos classificados, mas de acordo com o ex-chefe de gabinete John F. Kelly, Trump deveria ter recebido uma reunião de encerramento "com a esperança de que ele não violasse todas essas regras sobre materiais classificados. A mensagem importante teria sido: 'Uma vez que você não é mais o presidente, todas as regras se aplicam a você'".
No início de seu mandato, o presidente Joe Biden proibiu Trump de receber as cortesias de briefings de inteligência tradicionalmente fornecidos a ex-presidentes, citando o "comportamento errático" de Trump. Esta é a primeira vez que o acesso de um ex-presidente a briefings classificados foi negado.

## Origem e Transição Presidencial
Após a derrota de Trump nas eleições presidenciais dos Estados Unidos em 2020, começaram as negociações entre a administração Trump e os Arquivos Nacionais e Administração de Documentos (NARA) para a transferência de documentos relacionados à administração Trump. De acordo com a Lei de Registros Presidenciais (44 U.S.C. §§ 2201–2209), quaisquer documentos presidenciais sob a administração atual devem ser transferidos ao Arquivista dos Estados Unidos até o final de seu mandato. O chefe de gabinete da Casa Branca, Mark Meadows, informou à NARA durante esse período que cuidaria dos documentos. Em 18 de janeiro de 2021, pelo menos dois caminhões de mudança foram vistos do lado de fora do Mar-a-Lago, a residência privada de Trump em Palm Beach, Flórida. Fotos foram tiradas no dia de sua partida, mostrando caixas de materiais que ele levou consigo.[carece de fontes?]
Em maio de 2021, os Arquivos Nacionais tomaram conhecimento de documentos desaparecidos. Entre o material desaparecido estavam cartas de correspondência com Kim Jong-un e uma carta de congratulações do ex-presidente Barack Obama. Em 6 de maio, Gary Stern, o conselheiro geral dos Arquivos Nacionais, enviou um e-mail aos representantes de Trump, incluindo Patrick F. Philbin, para informá-los de que tal material estava faltando. No e-mail, Stern mencionou Pat Cipollone como testemunha dos documentos, identificando duas dúzias de caixas que estavam na Casa Branca, mas não haviam sido transferidas para os Arquivos Nacionais. Scott Gast, representante de Trump, respondeu a Stern dando-lhe um bilhete informando que Trump devolveria suas cartas de correspondência com Kim, embora Trump não estivesse claro sobre como proceder. Um oficial dos arquivos recomendou a FedEx como método de transferência dos documentos; os auxiliares de Trump se opuseram a essa ideia, e Trump não devolveu as cartas. Trump exibiu essas cartas para pessoas em seu escritório, o que levou Meadows a contatar Philbin na tentativa de descobrir como facilitar a devolução desses documentos.
Os advogados de Trump informaram aos Arquivos Nacionais em dezembro que haviam encontrado 12 caixas de documentos no Mar-a-Lago.

## Recuperação de documentos pelo NARA

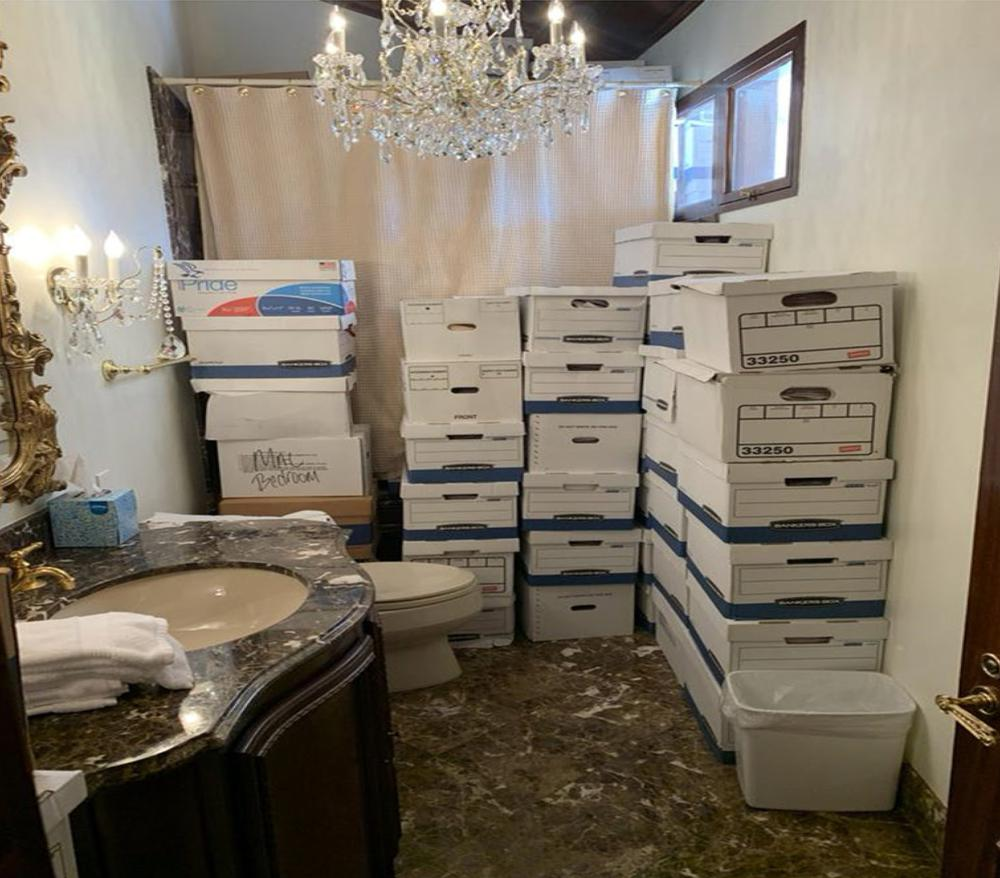
Caixas de documentos no banheiro em Mar-a-Lago.

Em janeiro de 2022, os Arquivos Nacionais e Administração de Documentos (NARA) iniciou um processo para recuperar 15 caixas que foram levadas da Casa Branca ao final do mandato de Trump para sua propriedade privada Mar-a-Lago e negociou com sucesso com os advogados de Trump para recuperar os documentos. Entre os documentos havia informações classificadas.
Após a descoberta, os Arquivos Nacionais notificaram o Departamento de Justiça e o Comitê de Supervisão e Reforma da Câmara dos Representantes iniciou uma investigação sobre os documentos. O Departamento de Justiça instruiu os Arquivos Nacionais a não compartilhar mais detalhes sobre os documentos com o comitê, indicando que o FBI estava iniciando uma investigação separada. Dos documentos recuperados pelo NARA do Mar-a-Lago, arquivistas e agentes federais determinaram que 184 documentos únicos continham marcações de classificação, dos quais 25 eram marcados como "ultrassecreto", 92 como "secreto" e 67 como "confidencial". Alguns materiais eram regidos por programas de acesso especial (SAP), um tipo de protocolo reservado para operações extremamente sensíveis dos EUA realizadas no exterior, destinado a limitar significativamente o acesso às informações.

## Investigação

### Mandados judiciais do Departamento de Justiça para documentos
Em maio de 2022, o Departamento de Justiça expediu um mandado judicial para os Arquivos Nacionais na tentativa de obter os documentos e entrevistou vários funcionários da Casa Branca que estiveram presentes nos dias que antecederam a saída de Trump da Casa Branca, parecendo confirmar que o Departamento de Justiça estava iniciando uma investigação por meio de um grande júri sobre os documentos. O Departamento de Justiça também expediu um mandado judicial para Trump em maio de 2022, solicitando que ele devolvesse todos os documentos com marcações de classificação. Entre 11 de maio e 3 de junho, um dos advogados de Trump, Evan Corcoran, fez anotações detalhadas de conversas nas quais ele explicava a Trump que ele de fato teria que entregar todos os documentos com marcações de classificação.
Em 3 de junho, o Departamento de Justiça enviou o chefe de contraterrorismo Jay I. Bratt e três agentes do FBI para Mar-a-Lago para recuperar os documentos solicitados no mandado judicial e se reunir com a equipe jurídica de Trump. Na reunião, Christina Bobb, a Guardiã de Registros para fins do mandado judicial, entregou uma carta assinada ao Departamento de Justiça certificando que uma busca diligente havia sido realizada e que todos os documentos em resposta ao mandado judicial estavam sendo entregues. Os advogados de Trump também afirmaram que todos os documentos estavam armazenados em uma única sala de armazenamento no porão da propriedade.
Em 8 de junho, Bratt enviou um e-mail aos advogados de Trump, pedindo-lhes para colocar um cadeado mais forte no porão e para manter todos os documentos "preservados nessa sala em sua condição atual até novo aviso".
Em 19 de junho, Trump escreveu aos Arquivos Nacionais, informando que o ex-funcionário da administração Trump, Kash Patel, bem como o jornalista John Solomon, deveriam ser considerados "representantes com acesso aos registros presidenciais de minha administração".

### Mandado judicial para imagens de segurança de Mar-a-Lago
Em 22 de junho, o Departamento de Justiça expediu um mandado judicial para as imagens de vigilância de Mar-a-Lago, que supostamente mostravam pessoas colocando caixas em outros recipientes e movendo-as para fora da sala de armazenamento no porão.
O FBI suspeitava de violações da Lei de Espionagem e obstrução da justiça com base em informações de "um número significativo de testemunhas civis", conforme declarado em um juramento. Este juramento foi usado para obter um mandado de busca.

### Busca do FBI em Mar-a-Lago

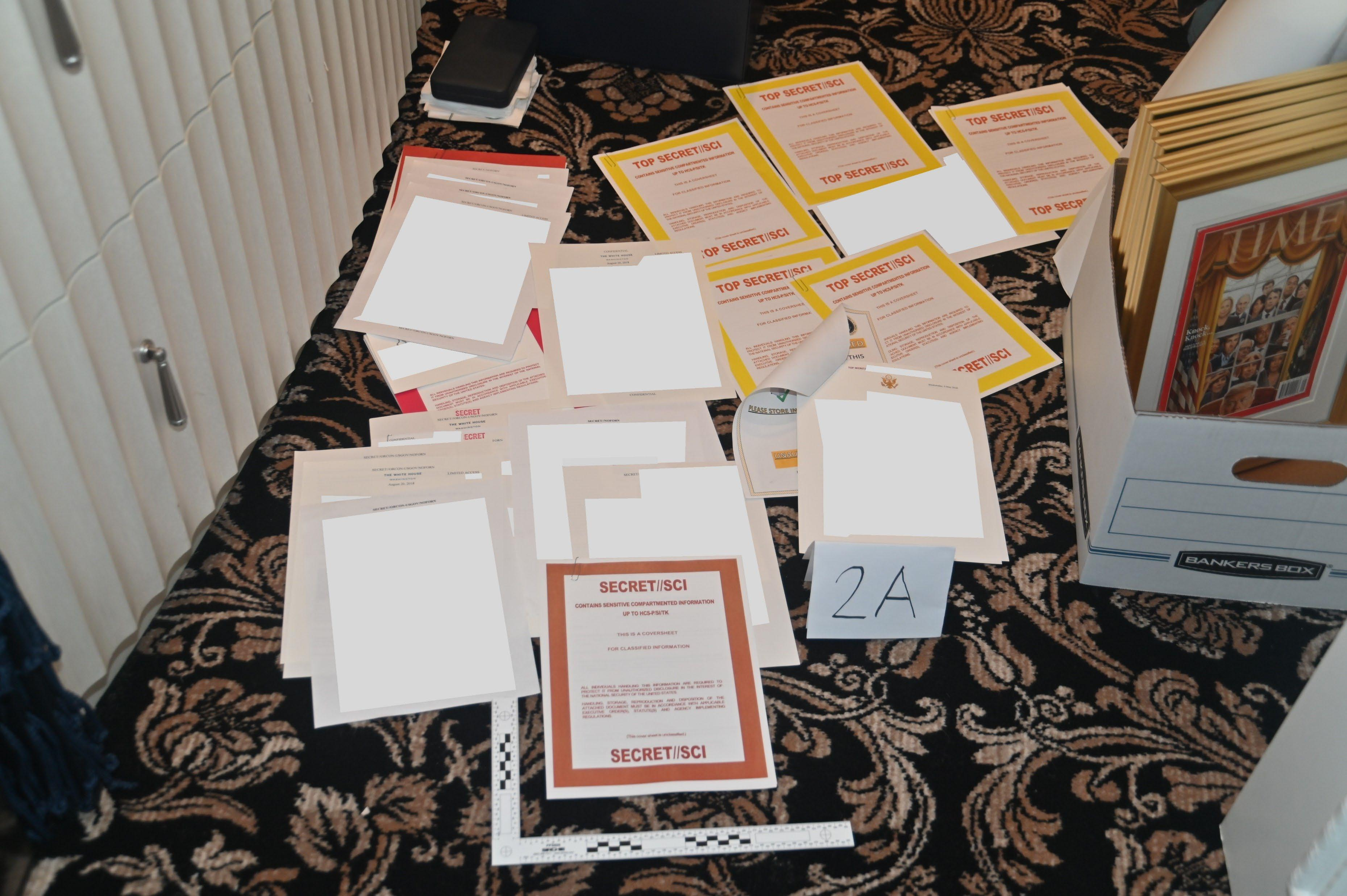
Em resposta a um processo movido por Donald Trump, a Divisão de Segurança Nacional e o Procurador dos Estados Unidos para o Distrito Sul da Flórida apresentaram um arquivo contendo esta imagem.

Após descobrir múltiplas fontes de evidências de que mais documentos classificados permaneciam em Mar-a-Lago e que "registros governamentais provavelmente foram ocultados e removidos da sala de armazenamento e que esforços provavelmente foram feitos para obstruir a investigação do governo", o Departamento de Justiça buscou um mandado de busca em Mar-a-Lago de um juiz federal de magistratura no início de agosto de 2022.
Em 8 de agosto de 2022, o FBI executou o mandado de busca em Mar-a-Lago. Milhares de documentos governamentais foram apreendidos, alguns com marcações de classificação: informação sensível de compartimentação de acesso restrito (TS/SCI), ultrassecreto, secreto e confidencial. O TS/SCI é a classificação mais alta possível e deve ser lida exclusivamente em instalações governamentais seguras
Ao longo de três interações com Trump em 2022, incluindo a busca de agosto em Mar-a-Lago, o governo recuperou aproximadamente 13.000 documentos, totalizando 21.792 páginas. Alguns dos documentos classificados recuperados, incluindo documentos ultrassecretos, estavam armazenados em caixas com pertences pessoais, como recortes de imprensa, roupas, revistas e presentes. O governo também recuperou dezenas de pastas vazias que continham marcações de classificação.

#### Resposta de Trump
Trump alegou ter emitido uma "ordem permanente" para desclassificar todo o material levado para Mar-a-Lago, embora não haja documentação conhecida dessa ordem, e nenhum ex-funcionário da administração Trump defende Trump nesse ponto. Apenas um ex-funcionário da administração Trump, Kash Patel, inicialmente concordou com a alegação de Trump de que tal ordem existia; no entanto, Patel se recusou a responder à maioria das perguntas quando prestou depoimento sob juramento perante o grande júri em outubro. Ele respondeu a perguntas relacionadas sob juramento em novembro, mas ainda não se sabe como ele respondeu. Mesmo que as informações fossem desclassificadas, ainda seria ilegal para Trump pegar e manter documentos que pertencem ao governo. Em uma resposta à FOIA de junho de 2023, tanto o Departamento de Justiça quanto a comunidade de inteligência disseram que não conseguiam encontrar nenhuma ordem permanente.
Apesar de não ter entregue todo o material solicitado durante suas interações anteriores com o governo, Trump afirmou que o mandado de busca era desnecessário, alegando: "o governo poderia ter o que quisesse, se tivéssemos".

#### Perito especial
A equipe jurídica de Trump moveu um processo para solicitar um "mestre especial", cuja revisão identificaria qualquer material privilegiado ou material não abrangido pelo mandado de busca, a fim de garantir que o Departamento de Justiça devolvesse esse material a Trump. A juíza federal Aileen Cannon concedeu o pedido de Trump e nomeou Raymond Dearie como mestre especial, uma pessoa sugerida pela equipe jurídica de Trump. Dearie tinha que concluir sua revisão até 30 de novembro de 2022, e Trump tinha que pagar os custos.
Em 21 de setembro de 2022, o Tribunal de Apelações dos Estados Unidos para o 11º Circuito decidiu que o Departamento de Justiça poderia retomar o uso dos documentos classificados e que nem o Mestre Especial Dearie nem a equipe de Trump precisavam revisar os documentos com marcações de classificação.
No início da investigação, Trump sugeriu informalmente, sem evidências, que o FBI plantou documentos classificados retirados durante a busca. Dearie pediu à equipe de Trump que certificasse (ou contestasse formalmente) o inventário e que afirmasse em depoimentos judiciais se eles acreditavam que o FBI havia mentido sobre o que apreenderam. A equipe de Trump objetou que não conseguiriam cumprir o prazo. Dearie também pediu a Trump que identificasse quais documentos ele acreditava estar protegidos contra divulgação a pessoas fora do poder executivo (como o Congresso) e quais estavam protegidos da revisão dentro do poder executivo. Em 29 de setembro de 2022, a Juíza Cannon invalidou ambos os pedidos de Dearie. Na mesma decisão, Cannon também prorrogou o prazo geral de Dearie até 16 de dezembro, citando problemas para encontrar um fornecedor para digitalizar os 11.000 documentos que ele precisava revisar.
Em 1º de dezembro, o Tribunal de Apelações dos Estados Unidos para o 11º Circuito em Atlanta anulou a nomeação de um mestre especial pelo juiz Cannon. Em sua decisão, o tribunal escreveu: "Não podemos criar uma regra que permita que qualquer sujeito de um mandado de busca bloqueie investigações do governo após a execução do mandado. Nem podemos criar uma regra que permita apenas a ex-presidentes fazerem isso". Trump não apelou. Em 8 de dezembro de 2022, a revisão de Dearie oficialmente terminou e o Departamento de Justiça recuperou o direito de acessar os documentos.
Em 12 de dezembro de 2022, a Juíza Cannon indeferiu o processo de Trump contra o Mar-a-Lago devido à "falta de jurisdição". Isso anulou o pedido de Trump de acesso ao juramento não censurado usado para obter o mandado de busca em Mar-A-Lago.

### Documentos adicionais ausentes
Mesmo após a busca em Mar-a-Lago, o Departamento de Justiça afirmou em registros judiciais que ainda estava determinando se mais documentos governamentais permaneciam desaparecidos. A busca em Mar-a-Lago havia recuperado pastas vazias com marcas de classificação, levantando a questão se Trump ainda possuía documentos. Em setembro de 2022, Jay I. Bratt informou aos advogados de Trump que o Departamento de Justiça acreditava que ele ainda não havia devolvido todos os documentos governamentais em sua posse. A NARA também informou o Congresso que Trump ainda não havia entregado todos os registros presidenciais.
No início de dezembro de 2022, foi relatado que os advogados de Trump haviam contratado uma equipe de busca para procurar qualquer material classificado ainda em sua posse, depois de serem pressionados por um juiz federal a procurar mais minuciosamente por quaisquer documentos restantes. Dois documentos com marcas de classificação foram encontrados em uma unidade de armazenamento em West Palm Beach, Flórida, e foram entregues ao FBI juntamente com um laptop no qual haviam sido digitalizados. A unidade de armazenamento havia sido organizada pela Administração de Serviços Gerais em coordenação com a equipe de Trump para armazenar itens de um escritório em North Virginia que havia sido usado por assessores de Trump. Três outras localizações também foram pesquisadas - Trump Tower em Nova York, Trump's Bedminster Golf Club e um escritório na Flórida - mas nenhum documento classificado adicional foi encontrado. Os advogados de Trump disseram que isso satisfazia a intimação para documentos classificados emitida seis meses antes; o Departamento de Justiça discordou e pediu à Juíza-Chefe do Distrito de DC, Beryl Howell, para considerar Trump em desacato ao tribunal. Embora os procedimentos judiciais estejam oficialmente selados e não sejam públicos, a Juíza Howell teria decidido não considerar Trump em desacato ao tribunal, em vez disso, instando o Departamento de Justiça e a equipe de Trump a resolver a questão de quaisquer documentos restantes de forma privada. Investigadores federais suspeitam que Trump tenha estado envolvido em um "jogo de esconde-esconde com documentos classificados", de acordo com uma fonte da CNN.

### Desenvolvimento dos procedimentos judiciais
Em 13 de outubro de 2022, Kash Patel compareceu perante o grande júri. Ele optou por invocar seu direito à Quinta Emenda e recusou-se a responder a maioria das perguntas. O Departamento de Justiça pediu a um juiz federal para compelir seu testemunho; o juiz recusou, afirmando que o Departamento de Justiça teria que primeiro lhe prometer imunidade. O Departamento de Justiça então concedeu a Patel imunidade de uso limitado, o que significa que ele perderia a imunidade se mentisse sob juramento, e ele depôs em 3 de novembro.
Em 27 de outubro, a equipe jurídica de Trump e os procuradores federais compareceram a uma audiência em um tribunal federal em Washington, DC. A audiência foi selada, mas sabe-se que estava pelo menos parcialmente relacionada à questão de saber se todo o material classificado em posse de Trump havia sido devolvido ao governo. Aparições anteriores da equipe jurídica de Trump haviam sido na Flórida; esta foi a primeira aparição em Washington, DC para este caso. No final de outubro, foi relatado que o Departamento de Justiça havia contratado o procurador federal David Raskin. Raskin trabalhou em casos de contra-terrorismo internacional e, mais recentemente, na investigação do ataque ao Capitólio dos Estados Unidos em 6 de janeiro, e gradualmente começou a trabalhar no caso dos documentos de Mar-a-Lago.

### Investigação do conselheiro especial
Em 18 de novembro, o Procurador-Geral Merrick Garland nomeou Jack Smith como conselheiro especial independente para liderar a investigação do caso de material classificado e revisar o papel de Trump no ataque ao Capitólio dos Estados Unidos em 6 de janeiro, com foco específico em qualquer possível obstrução à transferência do poder presidencial que possa ter ocorrido após as eleições dos Estados Unidos de 2020. Em dezembro, Smith e sua equipe de 20 procuradores emitiram intimações visando aliados de Trump que trabalharam nos níveis de governo local e estadual durante as eleições de 2020 em Georgia, Novo México, Nevada, Michigan, Arizona, Pensilvânia e Wisconsin.

### Indiciamento
Em 8 de junho de 2023, Trump foi indiciado por 37 acusações relacionadas aos documentos. Foi a primeira vez que um ex-presidente dos Estados Unidos foi indiciado por acusações federais. Em 13 de junho de 2023, Trump foi preso, fichado e processado após se entregar à custódia federal antes de sua acusação no Tribunal Distrital dos Estados Unidos no sul da Flórida. Trump se declarou inocente de todas as 37 acusações. Como parte das condições para sua liberação, Trump evitou pagar fiança, mas foi proibido de discutir o caso com testemunhas e falar com Walt Nauta sobre o caso.